# 諏訪市美術館
諏訪市美術館（すわしびじゅつかん）は、長野県諏訪市の諏訪湖、湖畔に建つ美術館である。同敷地内に片倉館がある。

## 歴史
1928年（昭和3年）片倉館建築時、付属施設として「懐古館」が併設され、美術品や蚕糸関係の展示が行われていた。 1947年（昭和22年）懐古館内に諏訪市美術館の前身である諏訪美術館が開館したときに石井柏亭が副館長を務めた。 1950年（昭和25年）、片倉家より懐古館は諏訪市に寄贈され、1956年（昭和31）年「諏訪市美術館」として開館した。設立には彫金作家の宮坂房衛と北原三佳が参加、尽力した。県内では最も古く、また国内でも5番目に古い公立美術館と言われている。
その後2011年（平成23）年、和風の意匠でまとめた美術館と、洋風意匠の片倉館（国重要文化財）が相まって諏訪湖畔独特の景観に貢献していると評価され、国の登録有形文化財になった。
- 1952年、西岡瑞穂個展開催。
- 1961年 秋、志村一男、野村千春、堀内唯生の共同展覧会
- 1964年、長野県工業製品展示。同年5月12日、第15回全国植樹祭開催に合わせて来県した昭和天皇、香淳皇后が行幸啓[4]。
- 1972年、「郷土の三夭折作家展ー戸田佑暉、矢崎博信、小松秀雄ー」
- 2007年、「中澤優子個展」
- 同年、 「佐藤泰生の世界展 - 1963～2007」
- 2009年、「青木敏郎の世界展」
- 2011年、「諏訪敦絵画作品展 ～ どうせなにもみえない ～」
- 2012年「共鳴／主張する個性～現代洋画家10人～」池口史子、入江観、大沼映夫、林敬二、佐藤泰生、櫃田伸也、小杉小二郎、酒井信義、諏訪敦、青木敏郞[5]
- 2015年「平成27年度企画展　三村昌三郎・三村昌弘金工展-親子合作の美」
- 2016年「平成28年度企画展　小杉小二郎－窓辺物語」
  - 「諏訪市美術館　60周年記念展 地域作家の奔走とその情熱～諏訪市美術館コレクションの成り立ち～
- 2017年「平成29年度企画展　大久保智睦‐鏡映空間」
  - 「織田昇追悼展－旅と思考から生まれた絵画」
- 2018年「平成30年度企画展　石井柏亭と信州の美術―県展[6]70周年記念」[7]
- 2021年 市制施行80周年記念企画展「彫漆家・小口正二─春はかならず来る─」(諏訪市名誉市民の彫漆家・小口正二の展覧会が7月24日～9月26日まで開催された[8])。
- 2024年 1月22日から3月8日まで展示替えや資料整理のため休館していた。

### 主な所蔵作家
この節の出典︰
日本国内の著名な作家や、郷土ゆかりの作家の作品を日本画、洋画、版画、彫刻、工芸、書の各部門にわたって約1400点所蔵している。
一階に彫刻家の細川宗英の常設展示コーナーがある。
- 日本画︰西郷孤月・谷文晁・中川紀元・矢沢弦月・渡辺隆夫・奥村土牛・杉山寧・のむら清六・前田直衞・森狙仙・奥村土牛・折井宏光・岩波昭彦・藤森青芸・戸田祐暉・浜孤嘯・登内微笑・児玉三鈴・平沢有・宝竜桂子・川船水棹・山村晩帰・山田白竜・森田佑子 （画家）・大久保智睦・加々見由一・増澤明陵・上地暎一郎・西山英子（画家）・加藤晨明・ 林宗蘊
- 洋画︰アンリ・マチス・オシップ・ザッキン・モーリス・アスラン・ジョン・ストバート（英語版）・野村千春・石井柏亭・東郷青児・織田昇・高橋貞一郎・高橋靖夫・宮原麗子・矢崎博信・篠原昭登・中澤優子・入江観・池口史子・小杉小二郎・佐藤泰生・諏訪敦・西岡瑞穂・浜征彦・志村一男・矢崎牧廣・関謙治・関徹郎・原輝美・島口信・長尾淘太・林勇・藤井令太郎・山岡与平・関四郎五郎・五味保・柳沢毅一・秋元清弘・田中良尊・田中隆夫（画家）・工藤和男・宮坂武明・松井民雄・出羽雨城・下平善三・岡本由郎・北原宏太郎・鈴木武樹・酒井信義・宮下琢郎・北沢良知・酒井信義・市田由喜子・原伊一・佐野のり子・山下貞治・工藤和夫・中間册夫・伊川鷹治・内堀勉・小椋康彦・岩波昭雄・花岡克行・小林理一・越山公夫・小松秀雄
- 版画：ジャン＝フランソワ・ラファエリ・武井武雄・徳力富吉郎・小林和作原画&徳力富吉郎版画作品・清宮質文・黒崎彰・島州一・利根山光人・深沢幸雄・吹田文明・山口進・北岡文雄（英語版）・吉田穂高・吉田千鶴子（英語版）・野田哲也・中林忠良・畦地梅太郎・駒井哲郎 ・野田哲也・萩原英雄・日和崎尊夫・上野誠・武井吉太郎・ 小作青史・加藤清美・森野真弓・舩坂芳助・松本旻・宮下登喜雄・田村文雄 ・馬場梼男 ・前田藤四郎（版画家）・森田曠平・丸茂長四郎・北沢良知
- 書︰内島北朗・岡麓・吉澤大淳・成瀬映山・太田谷山・内山寒山・細田翠波・藤沢麦草・平林船鶴・伊藤蕙琴・丸山蕙仙
- 彫刻・オーギュスト・ロダン・ジョゼフ・ベルナール・エマニュエル・フレミエ・荻原碌山・清水多嘉示・高田博厚・武井直也・中原悌二郎・矢崎虎夫・山本豊市・本郷新・関四郎五郎・立川義明・大和作内・小川由加里・大内青圃 ・藤井浩佑・菊池一雄 ・加藤顕清・藤森汎・小沢重武 ・小林三郎（彫刻家）・ 森田やす子・瀬戸團治・長田平次・夏目陽介（彫刻家）・長沼孝三・喜多武四郎・高橋貞夫
- 工芸：岩田藤七・各務鑛三・モーリス・マリノ（英語版）（ガラス工芸）・小口正二・山崎覚太郎・島立幸男・関香・堤一隆・竹森公男・鈴木多恵子・山田節子・楠部弥弌・髙橋節郎（漆芸）・岸田竹史・高池録博・春日井秀大・小林一博（染色）浅蔵五十吉・清水六兵衞・吉賀大眉大森光彦・浅見隆三・中村雅臣・吉賀大眉・浅蔵五十吉・坂本瀧山・内島北朗 ・市川幸一・林茂松 ・内島北朗・市瀬貞人・馬場真右ェ門・井上良斉・叶光夫・新開寛山・藤平伸・加藤舜陶・辻毅彦・篠田義一・小口稔・伊藤彰敏（陶芸）山崎千加枝・向山伊保江（七宝焼）・浜達也・府川一信・三村昌三郎・三村昌弘・宮坂房衛・北原三佳・丸谷端堂・和泉湧三・和泉清・小泉親人・木下五郎・小川正波・和泉湧三・原益夫・府川一信・帖佐美行・浜達也（金工）・平田郷陽・佐藤好昭（人形）・五藤慶子・小松勢津子（革工）
- 写真：高木こずえ

## 利用情報
- 開館時間 ：午前9時から午後5時まで（入館は午後4時半まで）
- 休館日 ：月曜と祝日の翌日、年末年始・および展示替え期間、資料整理休館日

## アクセス
鉄道利用
JR東日本中央本線 - 上諏訪駅諏訪湖口（西口）から国道20号経由で徒歩約5分。
自家用車等
中央自動車道 - 諏訪ICから、諏訪湖を経由して、7km。